# Staudach-Egerndach
Staudach-Egerndach – gmina w południowo-wschodnich Niemczech, w kraju związkowym Bawaria, w rejencji Górna Bawaria, w regionie Südostoberbayern, w powiecie Traunstein, wchodzi w skład wspólnoty administracyjnej Marquartstein. Leży około 15 km na południowy zachód od Traunsteinu, nad rzeką Großache, przy drodze B305.

## Demografia
Dane o ludności z 31 grudnia 2008:
| Opis                                | Ogółem | Ogółem | Kobiety | Kobiety | Mężczyźni | Mężczyźni |
| ----------------------------------- | ------ | ------ | ------- | ------- | --------- | --------- |
| Jednostka                           | osób   | %      | osób    | %       | osób      | %         |
| Populacja                           | 1131   | 100    | 560     | 49,51   | 571       | 50,49     |
| Wiek przedprodukcyjny (0–17 lat)    | 228    | 20,16  | 101     | 8,93    | 127       | 11,23     |
| Wiek produkcyjny (18–65 lat)        | 657    | 58,09  | 325     | 28,74   | 332       | 29,35     |
| Wiek poprodukcyjny (powyżej 65 lat) | 246    | 21,75  | 134     | 11,85   | 112       | 9,9       |

## Polityka
Wójtem gminy jest Hans Pertl, rada gminy składa się z 12 osób.
|      | CSU/WG | FW/UWG | Razem |
| 2008 | 6      | 6      | 12    |
| 2002 | 8      | 4      | 12    |